# BYE BYE (SHISHAMOの曲)
「BYE BYE」（バイバイ）は、SHISHAMOの6枚目のシングル。2017年8月2日にGOOD CREATORS RECORDS / UNIVERSAL SIGMAから発売された。

## 概要
- 前作「夏の恋人」から約11ヶ月ぶりのシングル。リリースに先駆けて2017年7月26日よりLINE MUSICにて表題曲「BYE BYE」の先行配信が開始された[4]。
- 購入者特典として、対象店舗ではオリジナルB2ポスターが付けられた[5]。
- 本作の発売日同日、3月に開催された日本武道館公演の模様を収めたBlu-ray Disc『明日メトロですれちがうのは、魔法のような恋』もリリースになった[6]。

## 収録曲
| 全作詞・作曲: 宮崎朝子。 |                      |           |            |                                              |      |
| #                        | タイトル             | 作詞      | 作曲・編曲 | 編曲                                         | 時間 |
| 1.                       | 「BYE BYE」          | 宮崎朝子  | 宮崎朝子   | SHISHAMO、宮崎朝子・高野勲（ピアノアレンジ） | 4:27 |
| 2.                       | 「笑顔のおまじない」 | 宮崎朝子  | 宮崎朝子   | SHISHAMO                                     | 3:52 |
| 合計時間:                | 合計時間:            | 合計時間: | 8:20       |                                              |      |

## 楽曲解説
1. BYE BYE
  - ベネッセ 進研ゼミ 中学講座の「ニガテつぶしの夏」篇CMソングに起用された[7]。
  - 「明日も」のヒットでSHISHAMOが多くの人に認知された次のシングルとして、ロックバンドの良さが出る曲を意識して制作された。ベースラインとカッティングギターの印象的なイントロから始まり、プログレッシヴなジャズファンク調のAメロ・Bメロには高野勲のピアノが加わり、サビでいきなりキャッチーなポップスに転じるという構成となっている[8][9][10]。
  - 「空を飛ぶ」というファンタジックな歌詞は、基本的に日常の世界を歌ってきたSHISHAMOにとって新しい要素だと宮崎が話している。それに合わせて、CDジャケットは羽根の描かれた女の子になっている[9]。
  - 2017年6月3日、SHISHAMO ワンマンツアー2017春「明日メトロですれちがうのは、魔法のような恋」の仙台公演で初披露され[11]、メンバーが出演した2017年6月15日のFM802『ROCK KIDS 802』でラジオ初オンエアされた[12]。
  - 7月25日にミュージック・ビデオが公開された。監督は「夏の恋人」でタッグを組んだ番場秀一。なお、このミュージック・ビデオは、西武新宿駅前のユニカビジョンにて7月27日から8月2日まで、「明日も」「夏の恋人」「君と夏フェス」などのライブ映像と共に放映された[6]。
2. 笑顔のおまじない
  - フジテレビ系「めざましどようび」のテーマソングとして書き下ろされた[13]。
  - 『1週間、仕事や学校を頑張った人が、この曲を聞いて「お疲れ様」と言われている気分になったら良いなと思って作った』と宮崎が話している[14]。
  - 2017年6月6日、SHISHAMOがレギュラーを務めていたJ-WAVE『SPARK』でラジオ初オンエアされた[15]。
  - 2019年、『ファイト！川崎フロンターレ』のエンディングテーマ曲に採用された[16]。

## 収録アルバム
BYE BYE
- 『SHISHAMO 5』
- 『SHISHAMO BEST』
- 『10th Anniversary Acoustic Album「ACOUSTIC SHISHAMO」』※アコースティックバージョン

笑顔のおまじない
- 『SHISHAMO 5』